# Сілмсі (природний заповідник)
Природний заповідник Сі́лмсі (ест. Silmsi looduskaitseala) — природоохоронна територія в Естонії, у волості Ярва повіту Ярвамаа.

## Основні дані
KKR-код: KLO1000187
Загальна площа — 146,4 га.
Заповідник утворений 7 липня 2005 року.

## Розташування
Природоохоронний об'єкт розташовується на землях, що належать селам Ваалі, Валіла та Сілмсі.
Усю територію заповідника займає зона цільової охорони Сілмсі (Silmsi skv.), категорія МСОП — IV.
Територія заповідника збігається з природною областю болото Сілмсі (Silmsi soo loodusala), що включена до Європейської екологічної мережі Natura 2000.

## Мета створення

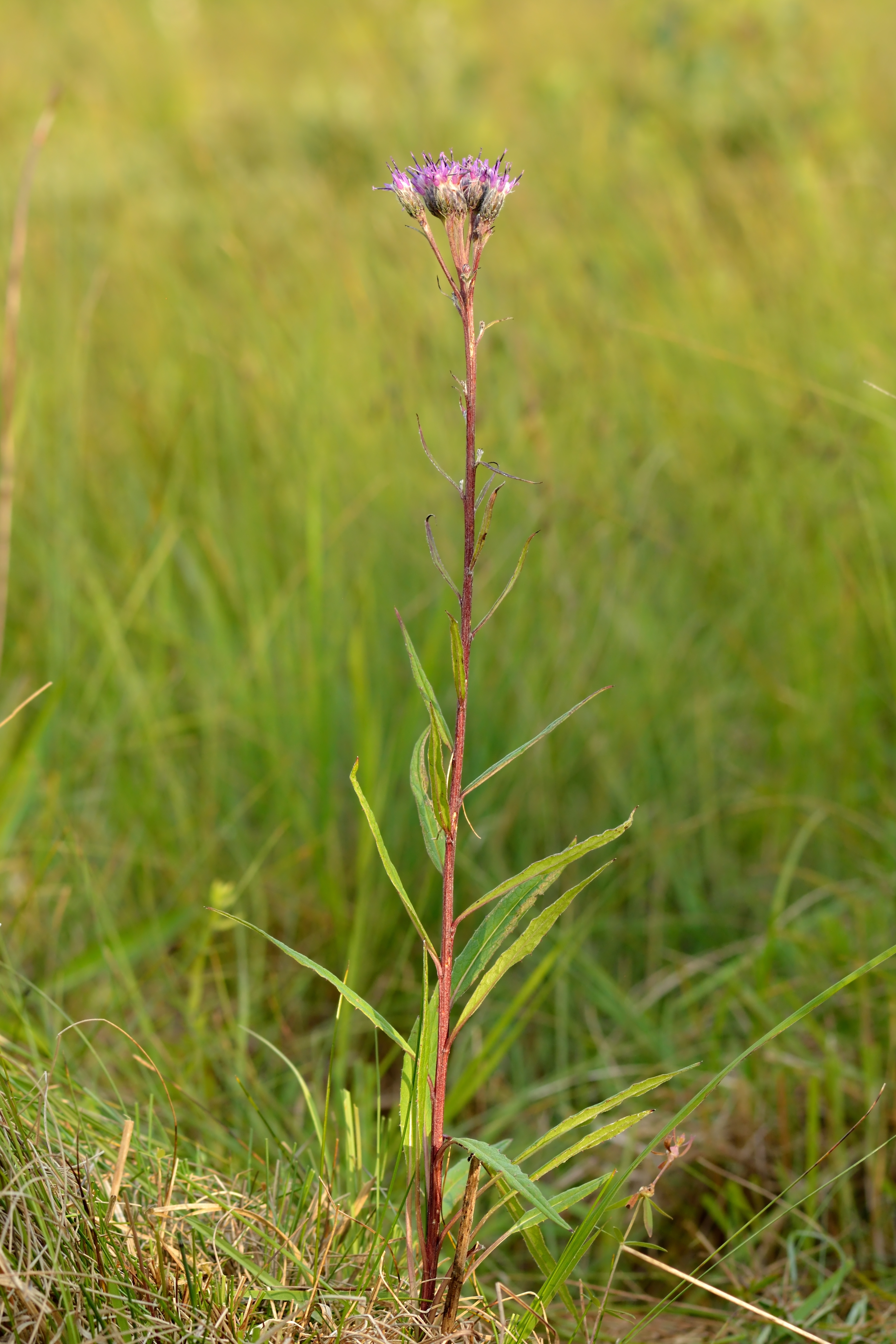
Естонський підвид сосюреї альпійської

Метою створення заповідника є збереження 2 типів природних оселищ:
| Код   | Тип оселища          | Площа, га |
| ----- | -------------------- | --------- |
| 7230  | Лужні низинні болота | 80        |
| 9010* | Західна тайга        | 63        |

На території заповідника охороняється естонський підвид сосюреї альпійської (Saussurea alpina ssp. esthonica), який зокрема належить до III охоронної категорії (Закон Естонії про охорону природи).